# Turbogenerator
Turbogenerator (lat. turbo: vihor, vrtlog + generator: roditelj, stvoritelj, tvorac) je trofazni električni generator velike brzine vrtnje, osnovni izvor električne energije, u elektroenergetskom sustavu. Brzina vrtnje (u okretajima/min) n turbogeneratora stalna je i određena je frekvencijom električne mreže f i brojem parova magnetskih polova p prema izrazu: 
{\displaystyle n={60\cdot {f} \over {p}}}
Zato je brzina vrtnje najčešće 3 000 ili 1 500 okretaja/min (s jednim ili s dva para magnetskih polova) ako je turbogenerator građen za električnu mrežu frekvencije 50 Hz (u većini zemalja svijeta), a 3600 ili 1800 okretaja/min ako je namijenjen za električnu mrežu frekvencije 60 Hz (u američkim i nekoliko azijskih zemalja). Elektromehanička pretvorba energije u sinkronom generatoru priključenome na električnu mrežu stalne frekvencije moguća je samo pri određenoj stalnoj, sinkronoj brzini, odakle i naziv sinkroni generator. Gradi se gotovo uvijek kao trofazni generator velike električne snage, od nekoliko megavoltampera (MVA = MW) pa do 1500 MVA. Električna djelatna snaga generatora određena je mehaničkom snagom pogonske turbine, a nazivna snaga prividna je snaga određena vektorskim zbrojem djelatne i takozvane jalove snage potrebne za ispravan rad različitih trošila u elektroenergetskom sustavu. Najveće su snage turbogeneratori instalirani u nuklearnim elektranama. Konstrukcija im je posebna zbog velikih centrifugalnih sila kojima je izložen rotor i zbog problema s hlađenjem namota, pa zbog toga postoji u svijetu samo nekoliko proizvođača takvih turbogeneratora.  
Hrvatsko poduzeće Končar-Elektroindustrija d. d. ima dugu i uspješnu tradiciju u razvoju i gradnji trofaznih sinkronih generatora i mnogi njezini generatori nalaze se u korištenju širom svijeta. U hrvatskim termoelektranama, najveći sinkroni generator, izrađen u Končaru d. d. (snaga 250 MVA), u pogonu je u termoelektrani Plomin.

## Sinkroni generatori
Sinkrone strojeve koji se koriste u elektranama za proizvodnju električne energije zovemo (sinkronim) generatorima. Dijele se u dvije kategorije: turbogeneratore i hidrogeneratore. Turbogeneratori najčešće imaju dva ili četiri pola, što znači da se vrte s 3 000 ili 1 500 okretaja u minuti. Kao pogonski stroj koriste parnu turbinu, pa se stoga nalaze u termo i nuklearnim elektranama. Hidrogeneratori imaju znatno više polova, a brzine vrtnje im mogu biti i manje od 70 okretaja u minuti, pa su stoga pogodniji za upotrebu u hidroelektranama. Zbog velike razlike u nazivnoj brzini, turbo i hidrogeneratori su vrlo različiti i izgledom. Promjer rotora turbogeneratora je ograničen mehaničkom čvrstoćom svojih konstrukcijskih dijelova, i ne može biti mnogo veći od jednog metra. Hidrogeneratori zbog sporije brzine imaju mnogo veći promjer, i do dvadesetak metara, ali i kod njih je upravo obodna brzina vrtnje ograničavajući čimbenik. Često se hidrogeneratori izvode s okomitom osovinom, gdje je turbina ispod generatora, a turbogeneratori su u pravilu pored parne turbine, na vodoravnoj osovini.

#### Višefazni generator
Potpuno novu konstrukciju električnih generatora izmjenične struje stvorio je Nikola Tesla 1885. kad je otkrio višefazne struje, odnosno višefazne sisteme. Ti višefazni sistemi mogu biti dvofazni, trofazni, četverofazni i tako dalje, ali se praktički gotovo isključivo upotrebljava trofazni sistem. Naime, električni generator može biti tako građen da proizvodi u isti mah više izmjeničnih struja. U tom slučaju njegov stator ima više potpuno odijeljenih namotaja koji se sastoje od skupine u seriju vezanih namota. Jedna takva skupina zove se fazni namotaj ili faza. 
Dosada opisani generator izmjenične struje ima samo jedan namotaj s jednim početkom i jednim svršetkom, pa se zato zove jednofazni generator. Dvofazni generator ima dva posebna namotaja, međusobno pomaknuta za jednu polovinu polnog razmaka. Kod vrtnje polova takvog generatora u svakom se od tih namotaja inducira izmjenična struja, pa nastaju dvije odijeljene izmjenične struje koje su za 90° ili 1/4 perioda pomaknute jedna prema drugoj. Takva se struja zove dvofazna struja. Namotaj dvofaznog generatora ima dva početka i dva završetka, a prema tome četiri stezaljke, koje su označene s U - X (prva faza) i V - Y (druga faza). 
Kod trofaznog generatora statorski namotaj ima tri potpuno neovisna namotaja ili tri faze koje su tako postavljene da međusobno čine kut od 120°. Svaki namotaj ima svoj strujni krug u kojem se nalaze trošila. Kad se rotor vrti, inducirat će se u svakom namotaju izmjenični napon, te će kroz trošila teći izmjenična struja. No te inducirane izmjenične struje neće biti istovremene, to jest one neće u isto vrijeme postići svoju maksimalnu, minimalnu ni nultu vrijednost. Između njih će postojati fazna razlika od 120°, to jest 1/3 perioda. Namotaj trofaznog generatora ima tri početka i tri završetka, a prema tome šest stezaljki, koje su označene s U - X (prva faza), V - Y (druga faza) i W - Z (treća faza). Osim faznih vodiča R, S, T u trofaznom sustavu postoji i nul vodič u kojem uopće ne teče struja. U svakom je trenutku zbroj struja u faznim vodičima jednak nuli, ali to vrijedi samo onda ako je opterećenje simetrično, to jest kada je ono jednako u sve tri faze. Dakle, kod simetričnog opterećenja nul vodič uopće nije potreban jer kroz njega struja ne teče. Prema tome, za prijenos trofazne struje ne treba šest nego samo tri električna voda kod jednolikog opterećenja svih faza, odnosno četiri voda ako faze nisu jednako opterećene. 
Kod trofaznog generatora moramo razlikovati fazni i linijski električni napon. Fazni napon Uf je napon između faznog vodiča i nul vodiča. Linijski napon U je napon između pojedinih faznih vodiča. Linijski napon nije jednak dvostrukom faznom naponu jer trenutni naponi u namotajima pojedinih faza nisu jednaki, pa se linijski napon izračunava iz izraza:
{\displaystyle U={\sqrt {3}}\cdot U_{f}=1,73\cdot U_{f}}
Kad se kod trofaznog sistema govori o naponu, uvijek se pri tom misli na linijski napon. Ako se kod generatora u svakoj fazi inducira elektromotorna sila od 220 V, onda je fazni napon 220 V, a linijski napon 380 V. Električna trošila mogu se priključiti na fazni ili linijski napon. Manja trošila, na primjer žarulje, priključuju se obično na fazni napon. U tom slučaju treba nul vodič. Na linijski napon priključuju se elektromotori i toplinski aparati. 
Teslin pronalazak višefaznih struja bio je jedan od najvažnijih izuma u elektrotehnici. Već nam je naime poznato da izmjeničnu struju velike jakosti, a niskog napona, možemo pomoću transformatora pretvoriti u struju male jakosti, a visokog napona. Takva se struja šalje na velike udaljenosti bez mnogo gubitaka. Međutim, kad je Tesla došao u Ameriku, gradili su se samo generatori istosmjerne struje, niskog napona, koja se nije mogla transformirati, a prema tome ni voditi na velike daljine. Osim toga je napon istosmjerne struje kod vođenja do potrošača pao zbog električnog otpora dovodnih električnih vodova. Zato je trebalo graditi mnogo električnih centrala i to za svako mjesto, a zavelik grad i nekoliko njih. Takav prijenos električne energije bio je vrlo neekonomičan. Problem je riješen izmjeničnim strujama, a Tesla ga je potpuno riješio svojim sistemom višefaznih struja i izumom trofaznog generatora. Sve današnje velike električne centrale rade s Teslinim trofaznim strujama, a na toj osnovi sagrađena je i prva velika hidroelektrana na slapovima Niagare.